# Kalat (księstwo)

Flaga Kalatu

Kalat – dawne księstwo muzułmańskie znajdujące się na obszarze dzisiejszego Pakistanu.
Miał obszar 91 909 km², jego stolicą był Kalat.
Księstwo powstało w 1638 roku. 31 marca 1948 weszło w skład Pakistanu. Zlikwidowano je 14 października 1955 i włączono do nowo utworzonej prowincji Beludżystan. W 1958 wybuchło krótkotrwałe powstanie mające na celu odzyskanie przez Kalat niezależności.

## Książęta Kalatu
- 1695–1714 Samander Chan
- 1714–1734 Abdullah Chan
- 1734–1749 Muhabat Chan
- 1749–1794 Hosayn Nasir Chan I
- 1794–1831 Mahmud Chan I
- 1831–1839 Mohammad Mehrab Chan II
- 1839–1840 Shah Nawaz Chan
- 1840–1857 Hosayn Nasir Chan II
- 1857–1863 Khodadad Chan (1 raz)
- 1863–1864 Shirdil Chan
- 1864–1893 Khodadad Chan (2 raz)
- 1893–1931 Mahmud Chan II
- 1931–1933 Mohammad Azam Jan Chan
- 1933–1955 Ahmad Yar Chan (pierwszy raz)
- 1958 Ahmad Yar Chan (powtórnie, podczas rebelii)